# A.P. Costa
A.P. Costa – portugalski rugbysta, siedmiokrotny reprezentant Portugalii w rugby union mężczyzn.
Jego pierwszym meczem w reprezentacji było spotkanie z Hiszpanią, które zostało rozegrane 26 marca 1967 w Lizbonie. Ostatni raz w reprezentacji zagrał 12 kwietnia 1970 z Marokiem w Lizbonie.